# Шарон (Крез)
Шарон (фр. Charron) насеље је и општина у централној Француској у региону Лимузен, у департману Крез која припада префектури Обисон.
По подацима из 2011. године у општини је живело 224 становника, а густина насељености је износила 7,44 становника/km². Општина се простире на површини од 30,11 km². Налази се на средњој надморској висини од 520 метара (максималној 705 m, а минималној 390 m).

## Демографија
| 1962. | 1968. | 1975. | 1982. | 1990. | 1999. | 2011. |
| ----- | ----- | ----- | ----- | ----- | ----- | ----- |
| 424   | 469   | 405   | 349   | 281   | 226   | 224   |

График промене броја становника у току последњих година